# Samatovci
Samatovci su naselje u općini Bizovac u Osječko-baranjskoj županiji. Kroz selo prolazi državna cesta D2 (Podravska magistrala) i željeznička pruga Osijek – Našice. Naselje se nalazi na 92 metara nadmorske visine u nizini istočnohrvatske ravnice.

## Stanovništvo
| broj stanovnika | 41    |       | 89    | 144   | 184   | 177   | 126   | 192   | 230   | 348   | 432   | 525   | 582   | 568   | 616   | 613   | 509   |
|                 | 1857. | 1869. | 1880. | 1890. | 1900. | 1910. | 1921. | 1931. | 1948. | 1953. | 1961. | 1971. | 1981. | 1991. | 2001. | 2011. | 2021. |

Za 1869. podaci su prikazani pod naseljem Bizovac.

## Povijest
Nalaze se istočno od Bizovca. Pojava prvih naseljenika seže u daleku prošlost srednjeg i mlađeg eneolitika. Površinski nalazi keramike, koštanih i kamenih alatki pripisuje se sopotskoj kulturi.
Od 1721. godine Samatovci se nalaze u sastavu valpovačkog vlastelinstva kao pustara. Prema popisu koje je obavilo vlastelinstvo 1885. god. imale su pustare Samatovci, Selci i Cerovac ukupno 143 stanovnika. Prema popisu stanovništva 1991. godine Samatovci su imali 568 žitelja. 

## Crkva
Područna crkva Pohođenja Blažene Djevice Marije pripada katoličkoj župi Bizovac i valpovačkom dekanatu Đakovačko-osječke nadbiskupije. Blagdan crkve slavi se 31. svibnja (proštenje ili kirvaj).

## Obrazovanje
Područna škola je do četvrtog razreda, a radi u sklopu Osnovne škole Bratoljub Klaić iz Bizovca.

## Šport
- NK Sloga 1958 Samatovci, nogometni klub (nasljednik NK Sloga Samatovci), a natječe se u sklopu 3. ŽNL Osječko-baranjska, NS Valpovo

## Vanjska poveznica
- http://www.opcina-bizovac.hr/